# Attayampatti
Attayampatti es una ciudad y nagar Panchayat situada en el distrito de Salem en el estado de Tamil Nadu (India). Su población es de 13852 habitantes (2011). Se encuentra a 10 km de Salem y a 57 km de Erode.

## Demografía
Según el censo de 2011 la población de Attayampatti era de 13852 habitantes, de los cuales 7039 eran hombres y 6813 eran mujeres. Attayampatti tiene una tasa media de alfabetización del 75,81%, inferior a la media estatal del 80,09%: la alfabetización masculina es del 81,44%, y la alfabetización femenina del 66,91%.